# Hantutin
Hantutin (arab. حنتوتين) – miejscowość w Syrii, w muhafazie Idlib. W 2004 roku liczyła 1420 mieszkańców.